# قاعدة لايكيبيا الجوية
قاعدة لايكيبيا الجوية هي قاعدة تابعة للقوات الجوية الكينية تقع على بعد حوالي 8 كيلومتر (5.0 ميل) الغرب والشمال الغربي من نانيوكي، كينيا.
تأسست قاعدة لايكيبيا الجوية في عام 1974 باسم قاعدة نانيوكي الجوية، ثم تمت إعادة تسميتها لاحقًا باسم المقاطعة التي تقع فيها.

## تاريخها
بحلول بداية أبريل 1942، كانت وحدة التدريب العملياتي رقم 72 التابعة لسلاح الجو الملكي البريطاني تتمركز في قاعدة نانيوكي الجوية بعد نقلها من وادي جازوزة في السودان. وكانت الوحدة تُسيّر طائرات من طراز بريستول بلينهايم، ومارتن بالتيمور، ودوغلاس بوسطن.
تم استخدام قاعدة نانيوكي الجوية الملكية البريطانية في العمليات ضد ماو ماو في عامي 1953 و1954.
في 25 فبراير 1974، افتتحت القوات الجوية الكينية قاعدة نانيوكي الجوية كمطار رئيسي للطائرات المقاتلة. في يونيو 1974، تم نقل أسطول القوات الجوية الكينية من طائرات باك سترايك ماستر من قاعدة سلاح الجو الملكي البريطاني في إيستلي (التي سميت لاحقًا بكاف إيستلي) إلى قاعدة نانيوكي الجوية. وفي عام 1974 أيضًا، اشترت القوات الجوية الكينية ست طائرات مقاتلة من طراز هوكر هنتر من سلاح الجو الملكي ووضعتها في قاعدة نانيوكي الجوية (التي أعيدت تسميتها منذ افتتاحها باسم كاف نانيوكي). في عام 1978، تم تقديم طائرة نورثروب إف-5 إلى القوات الجوية الكينية ومقرها أيضًا في نانيوكي، وفي العام التالي، أصبحت نانيوكي موطنًا لأسطول القوات الجوية الكينية من طائرات التدريب على الطيران بي أيه إي هوك.
بعد الانقلاب الفاشل الذي قامت به مجموعة من ضباط القوات الجوية الكينية في الأول من أغسطس عام 1982، تم حل القوات الجوية الكينية ووُضعت تحت سيطرة الجيش الكيني. خلال هذه الفترة، أُعيدت تسمية قاعدة إيستلي الجوية الكينية إلى قاعدة موي الجوية، وأُعيدت تسمية قاعدة نانيوكي الجوية الكينية إلى قاعدة لايكيبيا الجوية.
في أغسطس/آب 2014، اقتحم مسلحون إحدى بوابات المطار وأطلقوا النار، ما أسفر عن إصابة جندي واحد.
الوجود البريطاني
في عام 2015، بدأت المملكة المتحدة مشروع بنية تحتية لنقل المقر الرئيسي لوحدة تدريب الجيش البريطاني في كينيا، والتي تسمى وحدة تدريب الجيش البريطاني كينيا، إلى قاعدة لايكيبيا الجوية. يقع المقر الرئيسي داخل منطقة مخصصة لقاعدة لايكيبيا الجوية الشرقية. في السابق، كان يقع على أرض مستأجرة من جمعية نانيوكي الزراعية، والتي كان لا بد من إخلائها كل عام لإفساح المجال لمعرض زراعي. توفر مختبر (هـ) الآن مرافق دائمة على أرض مستأجرة مباشرة من الحكومة الكينية. تُستخدم باتوك لتدريب حوالي 10000 جندي بريطاني سنويًا ولديها 300 فرد دائم.